# Minucciano
Minucciano est une commune italienne de la province de Lucques, dans la région Toscane.
Sur le territoire de cette commune s'ouvre la cavité naturelle souterraine la plus profonde d'Italie : l’abisso Paolo Roversi (1 350 m).
On y trouve aussi un lac artificiel, le lac de Gramolazzo.

## Administration
| Période                                  | Période | Identité | Étiquette | Qualité |
| ---------------------------------------- | ------- | -------- | --------- | ------- |
|                                          |         |          |           |         |
| Les données manquantes sont à compléter. |         |          |           |         |

### Communes limitrophes
Camporgiano, Casola in Lunigiana, Fivizzano, Giuncugnano, Massa, Piazza al Serchio, Vagli Sotto.